# 창유항
창유항(倉遊港)은 전라남도 진도군 조도면 창유리, 하조도 섬에 있는 어항이다. 어류포항이라고 불리기도 한다. 1972년 3월 7일 지방어항으로 지정하여 관리하고 있다. 시설관리자는 진도군수이다.

## 어항 연혁
- 창유항이 위치한 하조도는 진도 팽목항에서 서남측 해상 약 10 km 떨어진 지점에 있는 섬으로 인구 480명이 거주하고 있으며, 다도해해상국립공원 내에 있다. 창유항은 하조도에 있는 중심 항구로서 하조도는 조도군도뿐만 아니라 조도면의 행정·상업의 중심지이다.

## 어항 시설
- 방파제 68m, 선착장 82m

## 기본 계획
- 방파제 415m, 물양장 230m, 선착장82m 준설 8,700m3[1]

## 주요 어종
- 돔, 민어, 숭어, 광어